# Суховершко Григорій Володимирович
Григорій Володимирович Суховершко (5 лютого 1927, с. Дмитрівка Чутівського району, Полтавська область — 25 серпня 2012) — політичний діяч, краєзнавець, журналіст. Кандидат історичних наук, доцент.

## Життєпис
З 1947 року працював журналістом, згодом — відповідальним секретарем газети «За Родину» на стратегічній базі Тихоокеанського військово-морського флоту.
З 1953 року — редактор драбівської, а з 1958 року — городищенської районної газети Черкаської області. У 1960—1963 роках — перший редактор обласної газети «Молодь Черкащини».
Закінчив Вищу партійну школу (1958), Академію суспільних наук при ЦК КПРС (1976). 
З 1963 року — на партійній роботі. Працював заступником завідувача, згодом – завідувачем оргвідділу, а з січня 1974 по 7 грудня 1988 року — секретарем з питань ідеологічної роботи Черкаського обкому Компартії України.
З 1989 року — на викладацькій роботі, завідувач кафедри обласного інституту післядипломної освіти педагогічних працівників.
Після виходу на пенсію (1988) брав участь у створенні кафедри соціально-гуманітарних наук в Інституті післядипломної освіти педагогічних працівників, яку згодом очолив. Кафедра видала тритомник під назвою «Духовна спадщина Черкаського краю». З 1995 р. — позаштатний автор обласного журналу «Педагогічний вісник». 
Автор більше десяти монографій з історії Черкащини, та до десяти у співавторстві.
Нагороджений орденами Вітчизняної війни ІІ ступеня, Трудового Червоного Прапора (трьома), Почесними грамотами Президії Верховної Ради УРСР (двома), багатьма медалями. Лауреат обласного творчого конкурсу "Кращий журналіст року" (2003). Член Національної спілки журналістів України з 1960 р.

## Праці
- Науково-довідкове дослідження «Журналісти Черкащини (1954—2004)»
- «Ключі від майбутнього» (1990).
- Тритомник під назвою «Духовна спадщина Черкаського краю».